# 덴쿠 쓰바사
덴쿠 쓰바사(天空ツバサ, 1984년 6월 3일 ~ )는 일본의 여자 프로 권투 선수이다. 본명은 마에다 무쓰미(前田睦美). 오이타현 나카쓰시 출신으로 야마키(山木) 짐 소속이다.
도쿄여자체육대학에서 축구 선수로 활동했다가 권투로 전향하고 2005년 데뷔전을 치렀다. 같은 해 11월 25일 IFBA 슈퍼 플라이급 타이틀 매치를 치렀으나 판정패했다. 2006년 일본 JWBC 밴텀급 타이틀 매치에서 승리했으나 다음해 방어전에서 TKO로 패했다. 2008년 프로로 전향하여 현재의 이름으로 바꾸고, 5월 9일에 첫 경기를 치렀다.
2009년 11월 21일 WBA 여자 페더급에 도전하여 최현미를 상대로 경기를 했으나 패배하였다. 이 경기는 MBC 예능프로그램 무한도전에서 다뤄졌다.

## 전적
17전 13승 5KO 4패 